# Passage des Cloÿs
Le passage des Cloÿs est une voie du 18e arrondissement de Paris, en France.

## Situation et accès
Le passage des Cloÿs est situé dans le 18e arrondissement de Paris. Long d'environ 100 mètres et très étroit, il débute au 192, rue Marcadet et se termine au 26, rue Montcalm. Il présente la particularité d'avoir un profil en « U », c'est-à-dire creusé en son milieu.

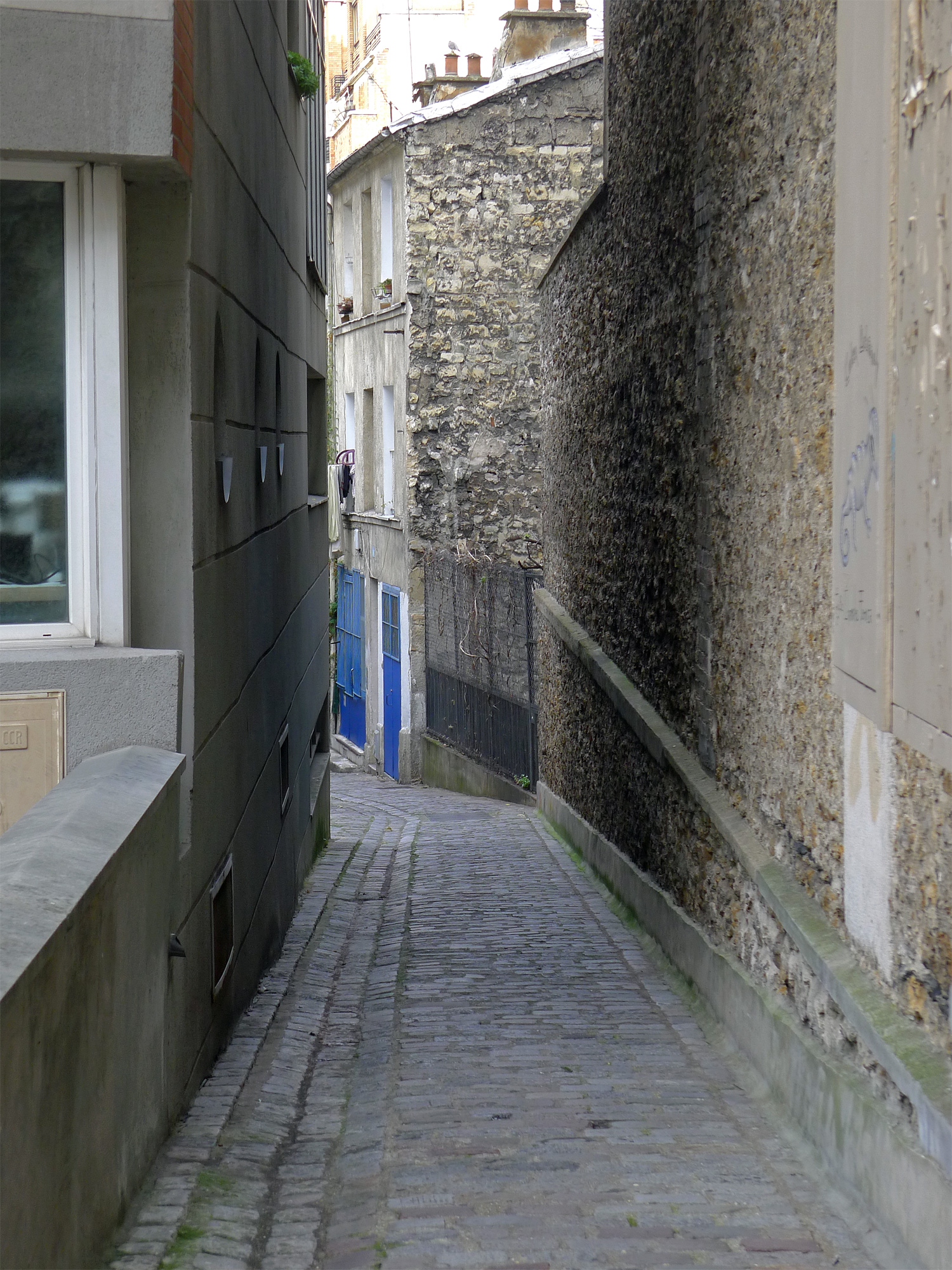
Début du passage, côté rue Marcadet.
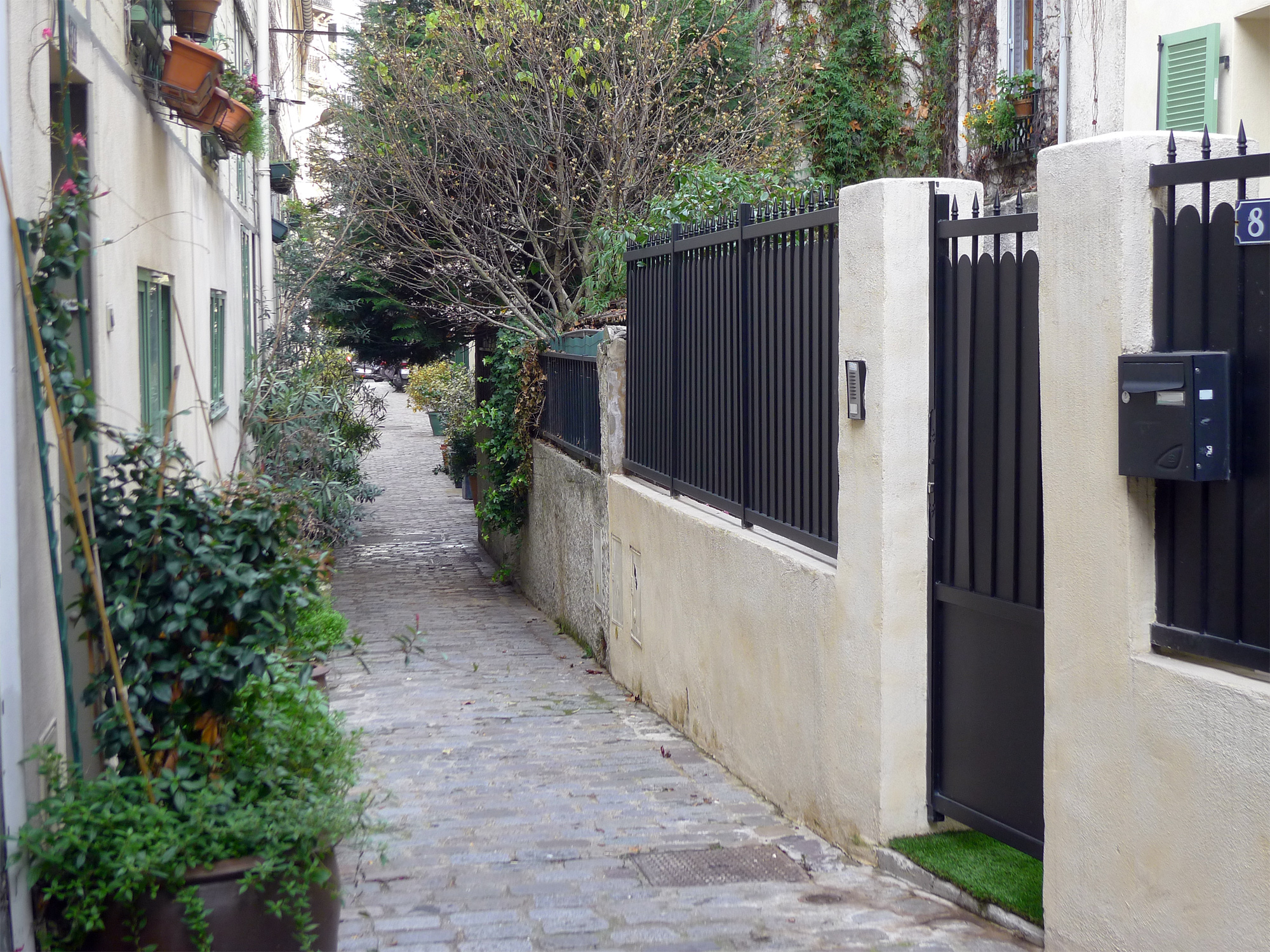
Maisons du passage.
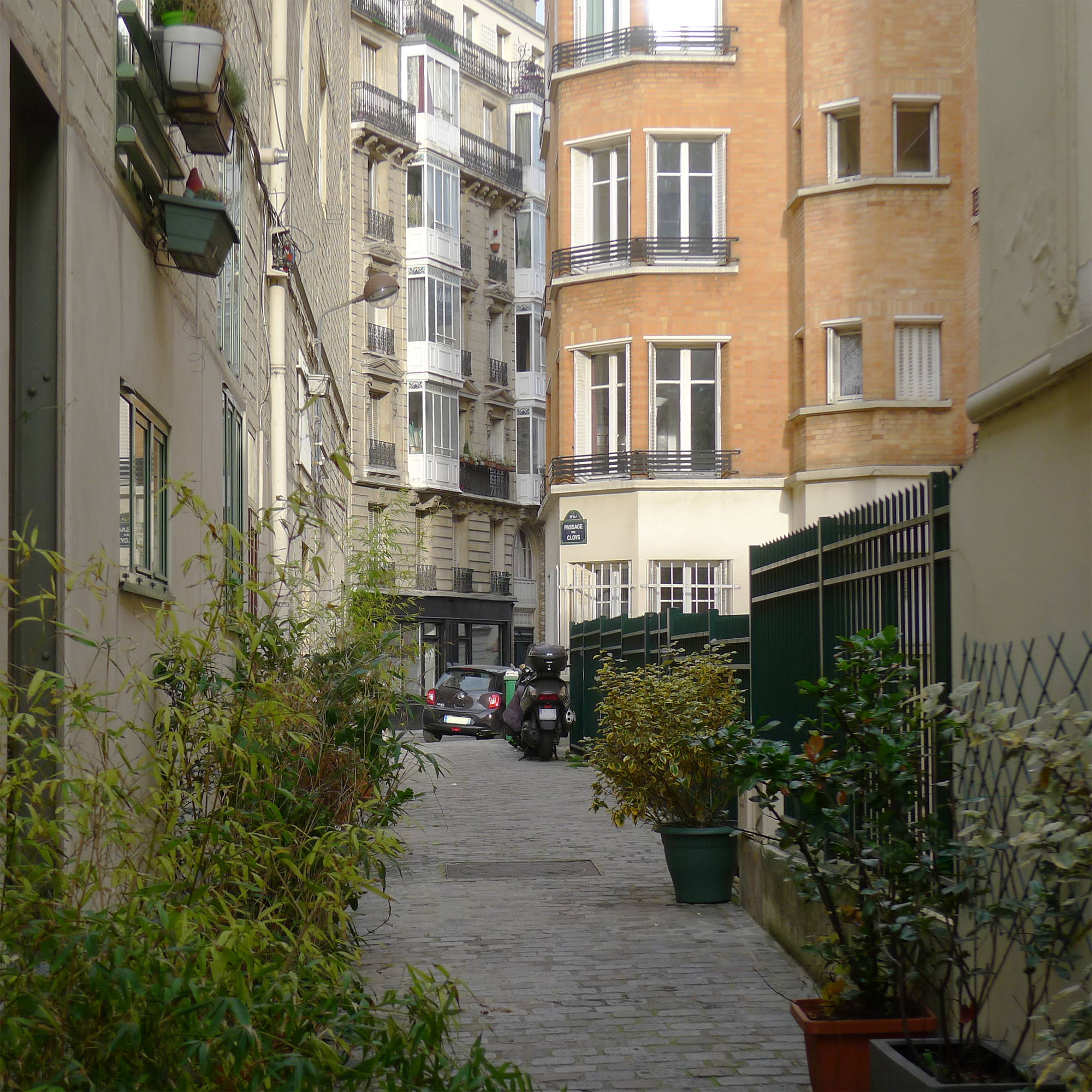
Fin du passage, côté rue Montcalm.

## Origine du nom
Cette voie doit son nom à un lieu-dit.

## Historique
Cette voie est classée dans la voirie parisienne par un arrêté municipal du 9 janvier 1995.